# 34405 Caitlinshearer
34405 Caitlinshearer è un asteroide della fascia principale. Scoperto nel 2000, presenta un'orbita caratterizzata da un semiasse maggiore pari a 2,618571 UA e da un'eccentricità di 0,094921, inclinata di 8,213762° rispetto all'eclittica.